# Иристонская улица
Иристонская улица — улица во Владикавказе, Северная Осетия, Россия. Располагается в Промышленном муниципальном округе между улицами Чапаева и Бзарова. Начинается с юга от улицы Чапаева.

## Расположение
Иристонская улица пересекается с юга на север с улицей Пожарского, площадью Революции, Стаханова, Крупской, Павлика Морозова. От пересечения с улицей Бзарова переходит в Беслановское шоссе.
От Иристонской улицы с запада на восток начинаются улицы Огурцова, Минина, Котовского, Студенческая и Мичурина.
На Иристонской улице с востока на запад заканчиваются Керамический и Невский переулки.

## История
Название улицы происходит от осетинского наименования Осетии — Иристон.
Улица образовалась в 1930-е годы. Первое наименование — Беслановское шоссе, которое соединяло Владикавказ с городом Беслан. Бесслановское шоссе начиналось от трамвайного кольца на север. 10 мая 1949 года Городской совет присвоил участку Беслановского шоссе от трамвайного кольца на север по западной стороне бывших кварталов № 554, 755, 756, 566 и 567 наименование «Иристонская улица».
3 апреля 1979 года решением Городского совета Иристонская улица была переименована в улицу Генерала Плиева. Называлась в честь дважды Героя Советского Союза Иссы Плиева.
30 января 1992 года Городской совет возвратил улице первое наименование — Иристонская улица. Этим же решением Городской совет переименовал улицу Орджоникидзе в улицу Генерала Плиева.

## Объекты
Объекты культурного наследия
- д. 6 — памятник истории. Дом, где в 1957—1984 г. жил и умер один из первых комсомольцев г. Владикавказа Владимир Емельянович Поздняков[3];
- д. 7 — памятник истории. Дом, где в 1960—1989 гг. жил и умер Герой Советского Союза Константин Елизарович Ходов[3];
- д. 41, корпус 4 — памятник истории. Дом, где жили комсомольские и партийные работники: в 1958—1966 гг. — Ольга Петровна Цомаева, заслуженный зоотехник ДАССР, и в 1958—1973 гг. — Габо (Гавриил) Варфоломеевич Гозюмов[3].

Другие объекты
- Парк Металлургов на западной части улицы в пересечении в южной части с жилыми домами по улице Чапаева и в северной части — с улицей Огурцова.
- д. 3 — Дворец Металлургов на территории Парка Металлургов
- д. 43 — Поликлиника № 3
- Больница скорой помощи с отделениями: Гинекология, Травматологическое, Инфекционный корпус, Абортарий. На территории больницы находится часовня Святого Луки Крымского.
- Республиканская офтальмологическая клиника.